# ونس (آلاباما)
ونس (به انگلیسی: Vance) شهرکی در شهرستان بیب ایالت آلاباما است که مساحت آن ۲۶٫۴۵ کیلومترمربع است و در سرشماری سال ۲۰۱۰ میلادی، ۱٬۵۲۹ نفر جمعیت داشته و تراکم جمعیتی آن، ۵۷٫۸۱ نفر در کیلومترمربع بوده است.